# Lei non è qui, non è là
Lei non è qui, non è là è un brano musicale del cantautore italiano Bruno Lauzi. Il testo è scritto dall'autore stesso, mentre la musica è composta dal suo connazionale Edoardo Bennato. 

## Descrizione
La canzone è stata pubblicata, originariamente, nel settimo album Amore caro, amore bello (1971) del cantautore genovese.
Ma il successo strepitoso arriva 2 anni dopo, grazie a Edoardo Bennato che ne incide una cover – modificando il titolo con, al posto della virgola, i puntini di sospensione – e la inserisce nell'album di debutto Non farti cadere le braccia. Insieme alla seguente Un giorno credi, è considerata tra le canzoni più apprezzate dell'album e del cantautore napoletano.

## Formazione
- Bruno Lauzi – voce[4]
- Franco Mussida – chitarra acustica[4]
- Edoardo Bennato – voce[5], chitarra 12 corde[6], armonica[6]
- Mario Lavezzi – chitarra elettrica[4]
- Damiano Dattoli – basso[4]
- Franz Di Cioccio – batteria[4]
- Claudio Fabi – arrangiamenti e direzione orchestrale[4]
- I 4 + 4 di Nora Orlandi – cori[4]

### Fonti
1. 1 2  Il primo per la scuola genovese, il secondo per quella napoletana.
2. 1 2  Discogs: Bruno Lauzi – Amore Caro, Amore Bello
3. 1 2  Discogs: Edoardo Bennato – Non Farti Cadere Le Braccia
4. 1 2 3 4 5 6 7  Nell'album Amore caro, amore bello.
5. ↑  Nell'album Non farti cadere le braccia.
6. 1 2  In ambo gli album.

### Annotazioni
1. ↑  Come Lui non è qui, non è là.
2. ↑  Testo di Patrizio Trampetti (ex-NCCP).